# Vincenz Pilz
Vincenz Pilz (født 14. november 1816 i Warnsdorf i Böhmen, død 26. april 1896 i Wien) var en østrigsk billedhugger.
Han uddannedes først i Wien. Studieårene i Italien, hvor han arbejdede under Cornelius og
Tenerani, fik særlig betydning for hans kunst. I Wien, hvor han slog sig ned fra 1855, udfoldede han
en rig virksomhed i dekorativ skulptur. »Neptun« (Børsen), »Kristus på Korset« (Sølv, 1842,
Stefans-Kirken), statue af Franz Josef (Stiftskasernen), kardinal Kollonitz (Elisabethbrücke),
Quadrigaen til Parlamentshuset etc. Bronzegruppen »Videnskab og Handel« kom til Windsor Castle.